# Megachile tsingtauensis
Megachile tsingtauensis är en biart som beskrevs av Embrik Strand 1915. Megachile tsingtauensis ingår i släktet tapetserarbin, och familjen buksamlarbin. Inga underarter finns listade i Catalogue of Life.